# Prawa rachunku zdań
Ważniejsze prawa rachunku zdań:

## Z jednązmienną zdaniową
| nazwa prawa | wzór (formuła)                                      |
| --- | --------------------------------------------------- |
| tożsamości (każde zdanie implikuje siebie) | {\displaystyle p\Rightarrow p}                      |
| podwójnego przeczenia (dowolne zdanie równoważne jest podwójnej negacji tego zdania)                                                                                                 | {\displaystyle p\Leftrightarrow \lnot \lnot p}      |
| idempotentności koniunkcji | {\displaystyle p\Leftrightarrow (p\land p)}         |
| idempotentności alternatywy | {\displaystyle p\Leftrightarrow (p\lor p)}          |
| wyłączonego środka (z dwóch zdań: zdania lub jego zaprzeczenia jedno zawsze jest prawdziwe; prawo to jest odpowiednikiem reguły tertium non datur (łac. trzeciej możliwości nie ma)) | {\displaystyle p\lor \lnot p}                       |
| niesprzeczności (nie może być jednocześnie prawdziwe zdanie i jego zaprzeczenie) | {\displaystyle \lnot (p\land \lnot p)}              |
| Claviusa (jeżeli zdanie wynika ze swojego zaprzeczenia, to jest prawdziwe) | {\displaystyle (\lnot p\Rightarrow p)\Rightarrow p} |

## Z dwoma zmiennymi zdaniowymi
| nazwa prawa | wzór (formuła)                                                                    |
| --- | --------------------------------------------------------------------------------- |
| przemienności koniunkcji | {\displaystyle (p\land q)\Leftrightarrow (q\land p)}                              |
| przemienności alternatywy | {\displaystyle (p\lor q)\Leftrightarrow (q\lor p)}                                |
| prawa pochłaniania | {\displaystyle p\Rightarrow (p\lor q)}                                            |
| prawa pochłaniania | {\displaystyle (p\land q)\Rightarrow p}                                           |
| prawa pochłaniania | {\displaystyle [p\land (p\lor q)]\Leftrightarrow p}                               |
| prawa pochłaniania | {\displaystyle [p\lor (p\land q)]\Leftrightarrow p}                               |
| pierwsze De Morgana (prawo zaprzeczenia koniunkcji) | {\displaystyle \lnot (p\land q)\Leftrightarrow (\lnot p\lor \lnot q)}             |
| drugie De Morgana (prawo zaprzeczenia alternatywy) | {\displaystyle \lnot (p\lor q)\Leftrightarrow (\lnot p\land \lnot q)}             |
| Dunsa Szkota (jeżeli zdanie jest fałszywe, to wynika z niego każde inne zdanie) | {\displaystyle \lnot p\Rightarrow (p\Rightarrow q)}                               |
| symplifikacji (jeżeli zdanie jest prawdziwe, to wynika ono z każdego innego) | {\displaystyle p\Rightarrow (q\Rightarrow p)}                                     |
| prawa transpozycji jeżeli z jednego zdania wynika drugie, to z zaprzeczenia drugiego wynika zaprzeczenie pierwszego                                                                                | {\displaystyle (p\Rightarrow q)\Rightarrow (\lnot q\Rightarrow \lnot p)}          |
| modus tollendo tollens (łac. sposób zaprzeczający przy pomocy zaprzeczenia) | {\displaystyle [(p\Rightarrow q)\land \lnot q]\Rightarrow \lnot p}                |
| jeżeli z zaprzeczenia zdania wynika drugie zdanie, to z zaprzeczenia drugiego wynika pierwsze | {\displaystyle (\lnot p\Rightarrow q)\Rightarrow (\lnot q\Rightarrow p)}          |
| modus tollendo ponens (łac. sposób potwierdzający przy pomocy zaprzeczenia) | {\displaystyle [(p\lor q)\land \lnot p]\Rightarrow q}                             |
| jeżeli z jednego zdania wynika zaprzeczenie drugiego, to z drugiego wynika zaprzeczenie pierwszego                                                                                                 | {\displaystyle (p\Rightarrow \lnot q)\Rightarrow (q\Rightarrow \lnot p)}          |
| modus ponendo tollens (łac. sposób zaprzeczający przy pomocy potwierdzenia) | {\displaystyle [(\lnot p\lor \lnot q)\land p]\Rightarrow \lnot q}                 |
| prawo odrywania (jeżeli z jednego zdania wynika drugie i pierwsze jest prawdziwe, to drugie należy uznać za prawdziwe; modus ponendo ponens (łac. sposób potwierdzający przy pomocy potwierdzenia) | {\displaystyle [(p\Rightarrow q)\land p]\Rightarrow q}                            |
| eliminacji implikacji | {\displaystyle (p\Rightarrow q)\Leftrightarrow (\lnot p\lor q)}                   |
| zaprzeczenia implikacji | {\displaystyle \lnot (p\Rightarrow q)\Leftrightarrow (p\land \lnot q)}            |
| redukcji do absurdu (reductio ad absurdum) | {\displaystyle [(p\Rightarrow q)\land (p\Rightarrow \lnot q)]\Rightarrow \lnot p} |

## Z trzema zmiennymi zdaniowymi
| nazwa prawa | wzór (formuła)                                                                                            |
| --- | --- |
| łączności koniunkcji | {\displaystyle [(p\land q)\land r]\Leftrightarrow [p\land (q\land r)]}                                    |
| łączności alternatywy | {\displaystyle [(p\lor q)\lor r]\Leftrightarrow [p\lor (q\lor r)]}                                        |
| rozdzielności koniunkcji względem alternatywy | {\displaystyle [p\land (q\lor r)]\Leftrightarrow [(p\land q)\lor (p\land r)]}                             |
| rozdzielności alternatywy względem koniunkcji | {\displaystyle [p\lor (q\land r)]\Leftrightarrow [(p\lor q)\land (p\lor r)]}                              |
| przechodności implikacji – przykład sylogizmu warunkowego (jeżeli z jednego zdania wynika drugie i z drugiego trzecie, to z pierwszego wynika trzecie) | {\displaystyle [(p\Rightarrow q)\land (q\Rightarrow r)]\Rightarrow (p\Rightarrow r)}                      |
| prawo Fregego | {\displaystyle [p\Rightarrow (q\Rightarrow r)]\Rightarrow [(p\Rightarrow q)\Rightarrow (p\Rightarrow r)]} |